# Leiblfing
Leiblfing is een gemeente in de Duitse deelstaat Beieren, en maakt deel uit van het Landkreis Straubing-Bogen.
Leiblfing telt 4.137 inwoners.
Aholfing ·
Aiterhofen ·
Ascha ·
Atting ·
Bogen ·
Falkenfels ·
Feldkirchen ·
Geiselhöring ·
Haibach ·
Haselbach ·
Hunderdorf ·
Irlbach ·
Kirchroth ·
Konzell ·
Laberweinting ·
Leiblfing ·
Loitzendorf ·
Mallersdorf-Pfaffenberg ·
Mariaposching ·
Mitterfels ·
Neukirchen ·
Niederwinkling ·
Oberschneiding ·
Parkstetten ·
Perasdorf ·
Perkam ·
Rain ·
Rattenberg ·
Rattiszell ·
Salching ·
Sankt Englmar ·
Schwarzach ·
Stallwang ·
Steinach ·
Straßkirchen ·
Wiesenfelden ·
Windberg